# 저, 트윈 테일이 됩니다
《저, 트윈 테일이 됩니다》(일본어: 俺、ツインテールになります。 오레 쓰인테루니 나리마스[*])는 미즈사와 유메가 쓰고 카스가 아유무가 일러스트를 그린 일본의 라이트 노벨이다. 가가가 문고(쇼가쿠칸)에서 2012년 6월부터 2022년 1월까지 간행되었다. 약칭은 《오레츠이》(俺ツイ). 제6회 쇼가쿠칸 라이트 노벨 대상 심사위원 특별상 수상작이다.

## 줄거리
미츠카 소지는 트윈테일에 강박 관념이 있는 일반적인 고등학교 남학생이다. 어느 날, 그는 평행 세계로부터 온 '투알'이라는 신비에 싸인 소녀를 만나게 되고, 그 순간 '얼티메길'이라는 미지의 존재가 그의 마을로 나타나서 모든 트윈테일 소녀는 그들에게 속한다고 선포한다. 이러한 몬스터들은 사람의 초현실적인 에너지인 '속성력'에서 에너지를 빼어 살아간다. 투알은 소지에게 강력한 트윈테일 속성으로 시작한 상상의 무기인 테일 기어를 맡기게 된다. 이 무기를 가지고 소지는 지구를 구하기 위해, 트윈테일 관계자(ツインテイルズ関係者)인 테일 레드로 변신한다.

## 등장인물

### 트윈 테일즈
악의 조직 얼티메길에 맞서며 세상을 구하려는 목적으로 싸우는 이들. 투알이 개발한 테일 기어 브레스를 통해서 소지의 테일 레드를 시작으로 아이카의 테일 블루, 에리나의 테일 옐로 순으로 탄생한다. 원래 트윈 레드 하나만 있을 때는 없었던 이름이었지만 후에 테일 블루가 트윈 테일즈라는 이름을 직접 짓게 되었다.
미츠카 소지(테일 레드)
성우 - 시마자키 노부나가(변신 전 미츠카 소지) / 우에사카 스미레(변신 후 테일 레드, 미투카 소라(미츠카 소지 여성화))
이 작품의 남주인공이자 사립 요게츠학원 고등부 1학년생. 카페를 운영하는 어머니와 둘이 살고있으며 여자들의 트윈 테일 헤어스타일에 관심이 많아 그것에 호감을 가지고 있는 소년으로 트윈 테일 이외에 여자 신체에는 아무런 관심을 갖지 않는다. 어느날 의문의 소녀 투알을 만나게 되면서 그녀로부터 붉은색 테일 기어를 받아 붉은 머리 트윈 테일을 가진 여자 테일 레드로 변신한다. 한때 테일 레드가 아닌 완전 여성체로 변하기도 하여서 미투카 소라라는 가명으로 학교를 다니기도 하였다.
츠베 아이카(테일 블루)
성우 - 아이사카 유카
이 작품의 여주인공이자 사립 요게츠학원 고등부 1학년생. 소지의 소꿉친구로 학교 동급생이며 아침마다 소지의 집에 찾아와 소지를 깨우기도 한다. 남색 트윈 테일을 하고 있으며 투알로부터 빼앗은 푸른색 테일 기어를 통해서 푸른 머리의 트윈 테일을 가진 여자 테일 블루로 변신한다. 빈유 컴플렉스를 안고 있다.
신도 에리나(테일 옐로)
성우 - 아카사키 치나츠
이 작품의 여주인공이자 사립 요게츠학원 고등부 2학년생. 소지와 아이카의 한 학년 학교 선배이자 학생회장으로 요게츠학원 이사장의 딸이며 엄격한 집 안의 분위기에 따라 노란 머리의 트윈 테일을 하고 있다. 아동용 히어로물을 좋아하는 성격이며 투알이 준 노란색 테일 기어를 받아 노란 머리의 트윈 테일을 가진 여자 테일 옐로로 변신한다. M속성의 컴플렉스를 안고 있다.
투알
성우 - 우치다 마아야
어느날 소지 앞에 나타나게 된 의문의 소녀로 은발에 벽안이며 하얀 가운을 입고있다. 소지의 집을 지하기지로 만들며 작전수행을 맡고있고 트윈 테일즈의 감독과 조력자 역할을 하고 있고 후에 가면의 트윈테일로 등장하며 트윈 테일즈의 후방조력 역할을 한다. 사실은 아이카 이전에 선대 테일 블루로 활동했던 전사였으나 트윈 테일 속성을 상실하게 되어서 소지에게 속성을 넘겨주었던 적이 있었다.
이스나(테일 블랙)
성우 - 히카사 요코
본래 트윈 테일즈의 숙적인 얼티메길 수령 직속 부하였던 소녀로 한때 다크 크래스퍼라는 이명하에 테일 레드 앞에 나타나게 된다. 얼티메길에 배신을 한 반역자를 색출하는 역할을 하였으며 사실 투알과 알고 지냈던 사이로 투알의 속성을 가진 테일 레드를 투알로 착각하기도 하였다. 후에 얼티메길에서 제명되어 탈퇴하고 트윈 테일즈로 귀순하여 테일 블랙으로 활동한다. 얼티메길 시절부터 가수 및 연예활동을 한 적이 있으며 트윈 테일즈 귀순 이후에도 활동하고 있다.

### 트윈 테일즈 관계자
미츠카 미하루
성우 - 이가라시 히로미
소지의 어머니. 36세. 고등학생 어머니임에도 동안이며 중2병 속성을 가지고 있다. 카페를 운영하고 있는 중.
사쿠라가와 미코토
성우 - M·A·O
요게츠학원 이사장의 명을 받은 메이드로 신도 에리나를 보좌하는 역할을 하고 있으며 소지네 반 부담임과 트윈 테일부 고문도 겸하고 있다. 28세.
신도 에무
성우 - 이노우에 키쿠코
요게츠학원 이사장이자 신도 에리나의 어머니. 엄격하고도 철저한 성격을 가진 여자로 집 안의 정도에 맞춰 트윈 테일을 하고 있다.
츠베 렌카
츠베 아이카의 언니로 대학교에 재학중인 여대생. 동생과는 달리 거유 속성이며 부모님을 대신하여 살림을 책임지고 있다.

### 얼티메길
이 작품에 나오는 악의 조직 집단. 조직원 대부분이 오타쿠 기질이 있는 편이며 각자 속성을 통해서 상대방의 속성을 빼앗아 무기력하게 만드는 역할을 하고 있다.
리자드 길디
성우 - 겐다 텟쇼
소설 1권에 등장한 최초의 길디. 인형 속성을 가지고 있으며 한때 에리나를 공격하여 트윈 테일 속성을 풀어내고 소지가 사는 마을을 공격한다. 테일 레드의 최초 상대.
폭스 길디
성우 - 세키 토시히코
소설 1권에 등장한 길디. 리본 속성을 가지고 있으며 하늘을 날 수 있다. 테일 블루의 최초 상대.
스완 길디
성우 - 하야마 노부유키
소설 1권에 등장한 길디. 간호사복 속성을 가지고 있다.
터틀 길디
성우 - 쿠로타 타카야
소설 1권에 등장한 길디로 거북이 모습을 하고 있으며 블루머 속성을 가졌다.
드래그 길디
성우 - 이나다 테츠
소설 2권에 등장한 길디로 트윈 테일 속성을 가졌다. 트윈 테일 덕후라 같은 덕후인 테일 레드와 대화를 하였고 적으로 만난 것을 아쉽게 생각한다.
타이거 길디
성우 - 마츠다 겐이치로
소설 1,2권에 등장한 길디. 학교 수영복이 속성이며 지면을 헤엄친다.
스패로우 길디
성우 - 쵸
소설 2권에 등장한 관리 엘리메리언.
크랩 길디
성우 - 시마자키 노부나가
목덜미 속성을 가진 길디.
버팔로 길디
성우 - 타케우치 료타
리바이어 길디 산하의 전사. 테일 옐로의 최초 상대.
리바이어 길디
성우 - 오오카와 토오루
2권에 등장한 간부급 엘리메리언. 거유 속성.
크라케 길디
성우 - 코스기 쥬로타
2권에 등장한 엘리메리언. 빈유 속성.
아울 길디
성우 - 이와타 미츠오
올빼미 모습을 한 길디. 문학 속성.
엘리게이터 길디
성우 - 타케모토 에이지
귓불 속성을 가진 길디.
빠삐용 길디
성우 - 미키 신이치로
다크 크래스퍼(이스나)가 얼티메길에 속한 시절 데려온 전사. 나비 형태를 갖췄다.
케르베로스 길디
성우 - 야마모토 카네히라
소설 3권에 등장한 간부급 엘리메리언, 3개 머리를 가진 모습으로 땋은 머리 속성.
헤지혹 길디
성우 - 사사 켄타
애니메이션 오리지널 길디.
플리 길디
성우 - 쿠스노기 타이텐
벼룩 형태를 가진 길디. 다리와 토끼귀 속성을 가졌다.
윔 길디
성우 - 카나이 미카
지렁이 형태를 가진 길디로 남자 속성을 가졌다. 테일 블루에게는 공포스러운 대상이었기 때문에 테일 블루의 공포에 질색을 한 얼티메길들의 사기와 용기를 불어넣어준 길디.
스네일 길디
성우 - 칸나 노부토시
달팽이 형태를 가진 길디. 성전환이 속성이라 테일 레드에게는 치명적인 상대.
아라크네 길디
성우 - 하야미 쇼
간부급 엘리메리언으로 애니메이션에서는 스파이더 길디로 등장하며 트윈 테일즈와 최후에 싸우게 된 길디이다. 애니메이션상에서 등장하는 마지막 길디.
피닉스 길디(유노)
소설 5권에 등장하는 길디로 포니테일 속성. 후에 얼티메길을 배신하게 되어서 수령으로부터 배신자로 낙인되었다. 길디 중 유일하게 수령의 목적을 알고 있는 편으로 소지의 트윈 테일 속성을 빼앗기위해 백방으로 시도하였으나 투알의 방해로 실패한 적이 있다. 얼티메길 출신으로는 최초로 테일 레드가 아닌 소지 본인과 만나게 되었으며 이 때는 포니테일 인간 소녀인 유노로서 소지에게 테일 레드로서의 활동을 그만해달라는 요구를 한다.
유그드라실 길디
여성 길디부대 임시 리더를 맡고있는 길디.
만드라고라 길디
여성 길디 부대의 간부로 식물 길디.

### 얼티메길 최고통치자
얼티메길 수령(테일 길디)
얼티메길의 전체를 통치하는 수장이자 이 작품의 흑막으로 있는 존재. 얼티메길에서 막강한 권력을 가졌으며 아직 모습을 드러내지 않은 정체불명의 존재이다. 다만 일부 알려진 바로는 성격상 다른 조직원들과는 달리 포악하고 냉혈적인 것으로 알려졌고 배신자에 대해서도 어떠한 관용도 없이 처단을 명령하는 것으로 알려졌다. 여기에 피닉스 길디에 의하면 궁극의 트윈 테일을 얻으려는 것으로 알려졌다. 원작 소설에서 그 정체가 밝혀졌는데 의외로 피닉스 길디와 같은 소녀로 공개가 되었다. 본명은 테일 길디.

## 서지 정보
| 권수      | 초판 발행일(발매일)         | ISBN                   |
| --------- | --------------------------- | ---------------------- |
| 1         | 2012년 6월 24일(6월 19일)   | ISBN 978-4-09-451346-2 |
| 2         | 2012년 11월 25일(11월 20일) | ISBN 978-4-09-451375-2 |
| 3         | 2013년 3월 24일(3월 19일)   | ISBN 978-4-09-451398-1 |
| 4         | 2013년 7월 23일(7월 18일)   | ISBN 978-4-09-451424-7 |
| 5         | 2013년 12월 23일(12월 18일) | ISBN 978-4-09-451454-4 |
| 6         | 2014년 6월 23일(6월 18일)   | ISBN 978-4-09-451491-9 |
| 7         | 2014년 9월 23일(9월 18일)   | ISBN 978-4-09-451508-4 |
| 8(통상판) | 2014년 12월 23일(12월 18일) | ISBN 978-4-09-451524-4 |
| 8(특장판) | 2014년 12월 23일(12월 18일) | ISBN 978-4-09-451528-2 |
| 9         | 2015년 4월 22일(4월 17일)   | ISBN 978-4-09-451543-5 |
| 10        | 2015년 10월 25일(10월 20일) | ISBN 978-4-09-451576-3 |
| 11        | 2016년 3월 23일(3월 18일)   | ISBN 978-4-09-451599-2 |
| 12        | 2016년 10월 23일(10월 18일) | ISBN 978-4-09-451635-7 |
| 4.5       | 2017년 3월 22일(3월 17일)   | ISBN 978-4-09-451662-3 |
| 13        | 2017년 8월 23일(8월 18일)   | ISBN 978-4-09-451692-0 |
| 14        | 2017년 12월 24일(12월 19일) | ISBN 978-4-09-451711-8 |
| 15        | 2018년 4월 23일(4월 18일)   | ISBN 978-4-09-451729-3 |
| 16        | 2018년 10월 23일(10월 18일) | ISBN 978-4-09-451754-5 |
| 17        | 2019년 3월 24일(3월 19일)   | ISBN 978-4-09-451776-7 |
| 18        | 2019년 9월 23일(9월 18일)   | ISBN 978-4-09-451809-2 |
| 19        | 2020년 2월 23일(2월 18일)   | ISBN 978-4-09-451829-0 |
| 20        | 2020년 12월 23일(12월 18일) | ISBN 978-4-09-451876-4 |
| 21        | 2022년 11월 23일(11월 18일) | ISBN 978-4-09-453095-7 |

## TV 애니메이션
2014년 10월부터 12월까지 방송되었다.

### 스태프
- 원작 - 미즈사와 유메
- 캐릭터 원안 - 카스가 아유무
- 감독 - 칸베 히로유키
- 조감독 - 키타하타 토오루
- 시리즈 구성 - 아라카와 나루히사
- 캐릭터 디자인 - 모리타 카즈아키
- 총작화 감독 - 모리마에 카즈야, 니시오 키미타케
- 엘레메리언 디자인·액션 감독 - 야마네 마사히로
- 의상 디자인 - 오키타 미야나
- 프롭 디자인 - 코레사와 시게유키
- 미술 감독 - 타키구치 카츠히사
- 미술 설정 - 오오히라 츠카사
- 색채 설계 - 스즈키 루미코
- 촬영 감독 - 시다라 노조미
- CG 디렉터 - 와타나베 테츠야
- 편집 - 키무라 요시아키
- 음향 감독 - 에노모토 타카히로
- 음악 - 타카나시 야스하루
- 음악 제작 - 포니 캐년
- 프로듀서 - 타나카 고, 이토 히로시, 오카모토 준야, 아리마 시게아키, 아오키 레이이치, 요시카와 아츠시
- 애니메이션 프로듀서 - 오우기 지유
- 애니메이션 제작 - 프로덕션 아임즈
- 제작 - 제작위원회는 트윈 테일이 됩니다, TBS

### 주제가
ギミー!レボリューション
우치다 마아야에 의한 오프닝 테마. / 작사 - 코다마 사오리 / 작곡 - 타부치 토모야 / 편곡 - 야시킨
ツインテール・ドリーマー!
테일 레드(우에사카 스미레), 테일 블루(아이사카 유카), 테일 옐로(아카사키 치나츠)에 의한 엔딩 테마. / 작사·작곡·편곡 - papiyon
恋のメガネ
이이스나 안코(히카사 요코)에 의한 제9화, 제12화 삽입곡. / 작사·작곡·편곡 - 후와리P
テイルオン! ツインテイルズ
트윈 테일즈에 의한 제9화, 제12화 삽입곡. / 작사 - 아라카와 나루히사 / 작곡 - 와타나베 츄메이 / 편곡 - 타카나시 야스하루

### 방영 목록
| 화수   | 제목                                              | 각본              | 그림 콘티       | 연출                              | 작화 감독 | 방송일           |
| ------ | ------------------------------------------------- | ----------------- | --------------- | --------------------------------- | --- | ---------------- |
| 제1화  | 地球はツインテールの星 지구는 트윈 테일의 별      | 아라카와 나루히사 | 칸베 히로유키   | 키타하타 토오루                   | 모리마에 카즈야 타키가와 카즈오 나카지마 요시코 이마이 마사미 아오노 아츠시                                                   | 2014년 10월 10일 |
| 제2화  | ツインテールな謎!? 트윈 테일의 의문!?             | 아라카와 나루히사 | 히라노 토시키   | 이시야 토시요시                   | 마츠모토 후미오 | 10월 17일        |
| 제3화  | 青き怒濤! テイルブルー 푸른 파도! 테일 블루       | 아라카와 나루히사 | 요시다 히데토시 | 마츠모토 마사유키                 | 이카이 카즈유키 | 10월 24일        |
| 제4화  | 激烈ツインバトル! 격렬 트윈 배틀!                 | 아라카와 나루히사 | 히라노 토시키   | 아베 마사시                       | 야마네 마사히로 아오노 아츠시 타키가와 카즈오 모리타 카즈아키(게임화면)                                                       | 10월 31일        |
| 제5화  | 三人目の戦士！ 세 번째 전사!                      | 와치 마사키       | 이시야 토시요시 | 이시야 토시요시                   | 마츠모토 후미오 | 11월 7일         |
| 제6화  | 完全解放！テイルイエロー 완전 해방!! 테일 옐로우  | 와치 마사키       | 요시다 히데토시 | 와타나베 슈                       | 유이 테츠타로 야스다 슈헤이 타니 타쿠야                                                                                       | 11월 14일        |
| 제7화  | 熱烈見参！暗黒眼鏡女子 열렬 등장!! 암흑 안경 여자 | 아라카와 나루히사 | 오키타 미야나   | 마츠모토 마사유키                 | 황성원 | 11월 21일        |
| 제8화  | 慧理那、はじめての... 에리나, 처음 겪는...        | 와치 마사키       | 真心一人        | 미나미카와 타츠마 키타하타 토오루 | 와타나베 코지 타키가와 카즈오 마츠오카 히데아키                                                                               | 11월 28일        |
| 제9화  | 打ち破れ! 暗黒幻夢 깨부숴라!! 암흑환몽            | 아라카와 나루히사 | 오키타 미야나   | 하시구치 요스케                   | 황성원 | 12월 5일         |
| 제10화 | なぜだ！？俺、絶不調 왜 이러지?! 나, 상태 안 좋아 | 와치 마사키       | 요시다 히데토시 | 아베 마사시                       | 코시이시 사토루 아오키 마리코 무토 카즈히로 아메미야 히데오이주현                                                             | 12월 12일        |
| 제11화 | レッド絶体絶命 레드 절체절명                      | 와치 마사키       | 이시야 토시요시 | 이시야 토시요시                   | 마츠모토 후미오 | 12월 19일        |
| 제12화 | ツインテールよ永遠に 트윈 테일이여 영원히         | 아라카와 나루히사 | 真心一人        | 키타하타 토오루 칸베 히로유키     | 와타나베 코지 타키가와 카즈오 마츠오카 히데아키 모리타 카즈아키 니시오 키미타케 키타무라 준이치 후루카와 히로유키 바바 류이치 | 12월 26일        |

### 내용주
1. ↑  문고 미수록이었던 BD-BOX 특전 소설을 가필·수정하고, 문자 그대로 '제4권과 제5권을 잇는 이야기'로 재편집한 것.

### 참조주
1. ↑  “俺、ツインテールになります。”. 小学館. 2019년 3월 11일에 확인함.
2. ↑  “俺、ツインテールになります。２”. 小学館. 2019년 3월 11일에 확인함.
3. ↑  “俺、ツインテールになります。３”. 小学館. 2019년 3월 11일에 확인함.
4. ↑  “俺、ツインテールになります。４”. 小学館. 2019년 3월 11일에 확인함.
5. ↑  “俺、ツインテールになります。５”. 小学館. 2019년 3월 11일에 확인함.
6. ↑  “俺、ツインテールになります。６”. 小学館. 2019년 3월 11일에 확인함.
7. ↑  “俺、ツインテールになります。７”. 小学館. 2019년 3월 11일에 확인함.
8. ↑  “俺、ツインテールになります。８”. 小学館. 2019년 3월 11일에 확인함.
9. ↑  “俺、ツインテールになります。８　イラスト集付き限定特装版”. 小学館. 2019년 3월 11일에 확인함.
10. ↑  “俺、ツインテールになります。　９”. 小学館. 2019년 3월 11일에 확인함.
11. ↑  “俺、ツインテールになります。　１０”. 小学館. 2019년 3월 11일에 확인함.
12. ↑  “俺、ツインテールになります。　１１”. 小学館. 2019년 3월 11일에 확인함.
13. ↑  “俺、ツインテールになります。　１２”. 小学館. 2019년 3월 11일에 확인함.
14. ↑  “俺、ツインテールになります。　４．５”. 小学館. 2019년 3월 11일에 확인함.
15. ↑  “俺、ツインテールになります。　１３”. 小学館. 2019년 3월 11일에 확인함.
16. ↑  “俺、ツインテールになります。　１４”. 小学館. 2019년 3월 11일에 확인함.
17. ↑  “俺、ツインテールになります。　１５”. 小学館. 2019년 3월 11일에 확인함.
18. ↑  “俺、ツインテールになります。　１６”. 小学館. 2019년 3월 11일에 확인함.
19. ↑  “俺、ツインテールになります。　１７”. 小学館. 2019년 3월 19일에 확인함.
20. ↑  “俺、ツインテールになります。　１８”. 小学館. 2019년 9월 18일에 확인함.
21. ↑  “俺、ツインテールになります。　１９”. 小学館. 2020년 2월 18일에 확인함.
22. ↑  “俺、ツインテールになります。　２０”. 小学館. 2020년 12월 18일에 확인함.
23. ↑  “俺、ツインテールになります。　２１”. 小学館. 2022년 11월 18일에 확인함.